# 密脉蛇根草
密脉蛇根草（学名：Ophiorrhiza densa）为茜草科蛇根草属的植物，为中国的特有植物。分布于中国大陆的云南等地，生长于海拔1,400米至1,600米的地区，多生长于密林中，目前尚未由人工引种栽培。